# Mean Girls (2004)
Mean Girls is een Amerikaanse film uit 2004 onder regie van Mark Waters. Het verhaal is gebaseerd op Queen Bees and Wannabes, een studie naar het gedrag van schoolmeisjes van de hand van Rosalind Wiseman.

## Verhaal
Mean Girls is het verhaal van Cady Heron (Lindsay Lohan) die volkomen onbekend is met sociale verhoudingen wanneer ze voor het eerst naar North Shore High School gaat in een klein stadje net buiten Chicago, Illinois. Cady heeft twaalf jaar in Afrika gewoond en ze heeft er geen idee van hoe 'barbaars' het toe kan gaan in de beschaafde wereld tot ze het pad kruist van een van de gemeenste soorten: de 'Queen Bee'. Op deze school is dat de coole en berekenende Regina George (Rachel McAdams).
Maar Cady kruist niet alleen het pad van de bijenkoningin: ze steekt haar zelfs wanneer ze verliefd wordt op Regina's ex-vriendje Aaron Samuels (Jonathan Bennett). Regina is vastbesloten terug te steken en doet alsof ze nog steeds om Aaron geeft om hem ervan te weerhouden met Cady uit te gaan. En dat terwijl ze al die tijd doet alsof ze Cady's vriendin is. Er zit niets anders op dan op dezelfde manier te werk te gaan en de Girl World-strijd escaleert tot de hele school wordt meegesleurd in een ordinaire vuilspuiterij van jewelste. 
Omgeven door sporters, wiskundefanaten, geschifte docenten en verschillende subculturen klimt Cady omhoog - en glijdt weer omlaag - op de schokkende sociale ladder van het derde jaar. Het leven in het oerwoud blijkt een makkie vergeleken met dat op de middelbare school.

## Rolverdeling
| Acteur            | Personage        |
| ----------------- | ---------------- |
| Lindsay Lohan     | Cady Heron       |
| Rachel McAdams    | Regina George    |
| Lacey Chabert     | Gretchen Wieners |
| Amanda Seyfried   | Karen Smith      |
| Tina Fey          | Mevrouw Norbury  |
| Tim Meadows       | Meneer Duvall    |
| Jonathan Bennett  | Aaron Samuels    |
| Lizzy Caplan      | Janis Ian        |
| Daniel Franzese   | Damian           |
| Amy Poehler       | Mevrouw George   |
| Ana Gasteyer      | Betsy Heron      |
| Neil Flynn        | Chip Heron       |
| Rajiv Surendra    | Kevin Gnapoor    |
| Diego Klattenhoff | Shane Oman       |
| David Reale       | Glen Coco        |

## Musical
In 2018 kwam er een musical uit op Broadway, geschreven door Tina Fey die ook de film had geschreven. Deze musical liep tot maart 2020 waarna het stopte door de COVID-19-sluiting van Broadway. 7 januari 2021 werd aangekondigd dat de musical niet meer zou terugkeren op Broadway.